# First Direct Arena
La First Direct Arena, già nota come Leeds Arena, è un'arena multifunzionale di 13.781 posti di Leeds, in Inghilterra. Ospita concerti, spettacoli, partite di pallacanestro, wrestling, freccette e tennis, manifestazioni politiche e numerosi tipi di eventi. 
Aprì al pubblico il 4 settembre 2013 con un concerto di Elton John, che si esibì di fronte a 12.000 spettatori. Nella prima stagione di apertura ha ospitato concerti di Kaiser Chiefs, Rod Stewart e Depeche Mode.
Il progetto esterno dell'edificio fu annunciato nell'agosto 2010. Il 2 maggio 2013 la compagnia telefonica First Direct, avente sede a Leeds, diede il proprio nome al luogo, dopo la firma di un contratto di sponsorizzazione quinquennale. 

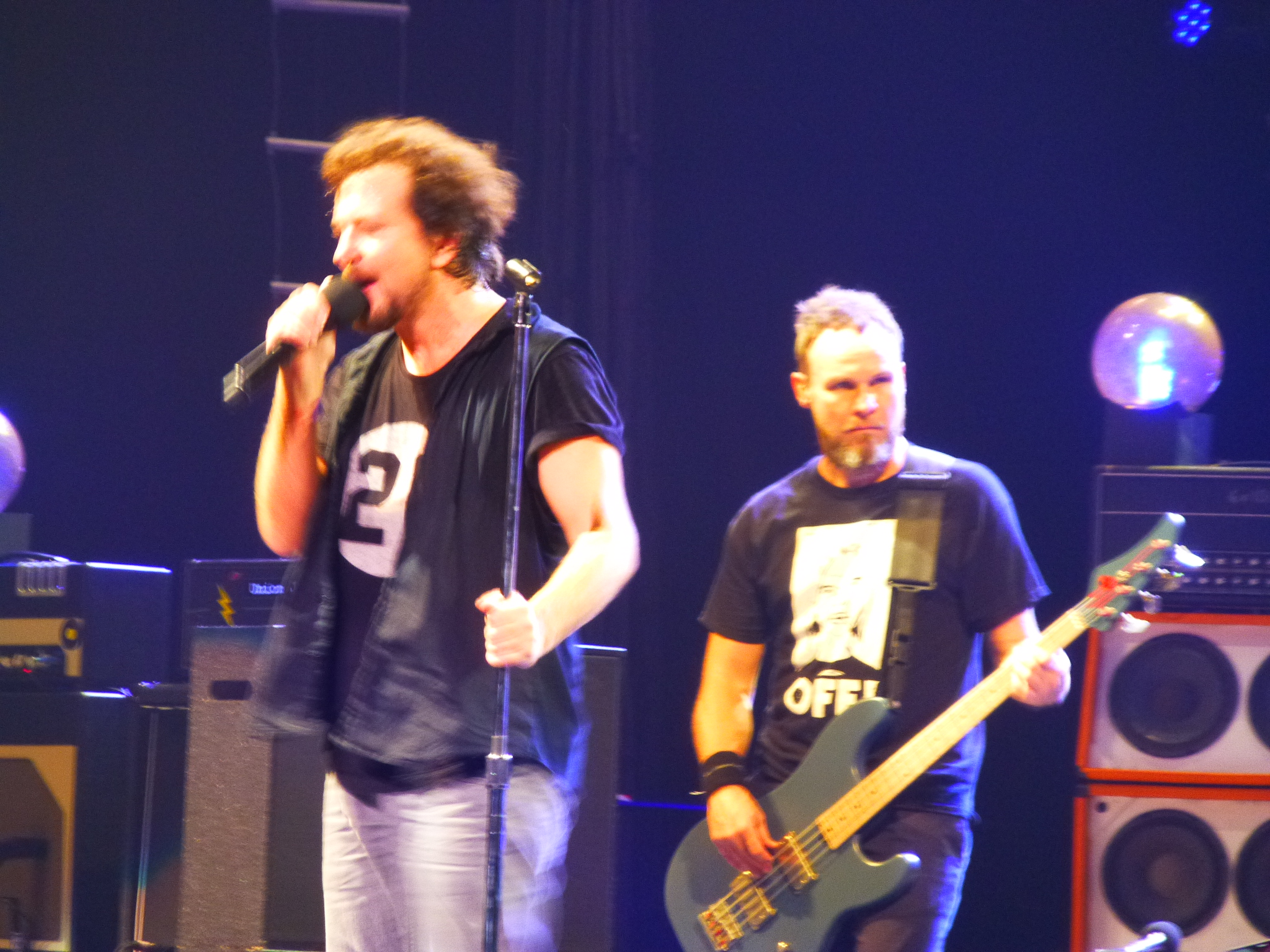
Eddie Vedder e Jeff Ament dei Pearl Jam in concerto alla First Direct Arena l'8 luglio 2014

Negli anni ha ospitato artisti quali Bruce Springsteen, Elton John, Leonard Cohen, Kaiser Chiefs, Stereophonics, Rod Stewart, Andrea Bocelli, James Blunt, Bryan Adams, Slash, Boyzone, JLS, 5 Seconds of Summer, Miley Cyrus, Prince, Dolly Parton, Eagles, Status Quo, Rahat Fateh Ali Khan, James Taylor, Caro Emerald, Manic Street Preachers, Eric Clapton, Il Divo, The Who, Alfie Boe, Michael Bublé, The Script, Madness, Morrissey, Paloma Faith, Queen + Adam Lambert, Olly Murs, Nicki Minaj, Pharrell Williams, Fleetwood Mac, John Legend, Frankie Valli and the Four Seasons, Bette Midler, Neil Diamond, Fall Out Boy, Joe Bonamassa, Imagine Dragons, Simple Minds, Duran Duran, Paul Weller, alt-J, Simply Red, Mumford & Sons, Black Stone Cherry, Shinedown, Halestorm, Highly Suspect, Slipknot, Foals, Wet Wet Wet, Peter Andre, Ellie Goulding, Mariah Carey, Paul Heaton and Jacqui Abbott, Little Mix, Jeff Lynne's ELO, Macklemore & Ryan Lewis, Noel Gallagher's High Flying Birds, James, Diljit Dosanjh, Barry Manilow, Gladys Knight.
Tra gli attori che hanno tenuto spettacoli alla Firsti Direct Arena figurano Miranda Hart, Russell Howard, Micky Flanagan, Lee Evans, John Bishop, Mrs. Brown's Boys, Harry Enfield e Paul Whitehouse, Michael McIntyre, Vic Reeves e Bob Mortimer, Ant & Dec, Bill Bailey.
Si sono esibiti alla First Direct Arena Cirque du Soleil, Jesus Christ Superstar, Dancing on Ice, Disney on Ice, The X Factor, Strictly Come Dancing, Diversity, BBC Radio 1 Xtra Live, The MOBO Awards, Dynamo, Peter Pan.